# Київ (полк поліції)
Полк патрульної служби поліції особливого призначення «Київ» (абр. ППСПОП «Київ») — це підрозділ Головного управління Національної поліції у місті Києві, який забезпечував охорону публічного порядку, особисту безпеку громадян, захист їх прав і свобод, законних інтересів, власності від злочинних посягань. Крім того, у взаємодії з ЗСУ, ГУР, НГУ, ДПСУ та іншими складовими сил безпеки і оборони, бійці спецпідрозділу виконували бойові завдання із відсічі збройної агресії проти України у зоні ведення бойових дій.

## Історія
Полк ПСПОП «Київ» ГУ НП у м. Києві було створено 21 жовтня 2015 року. До його складу увійшли підрозділи: Батальйон «Київ-1», Батальйон «Київ-2», Батальйон «Золоті ворота», Батальйон «Січ», Батальйон «Свята Марія», які формувались із патріотично налаштованих українців для оборони рідної держави від загарбників.
Після об'єднання в полк, підрозділ продовжив виконувати покладені на нього функції з захисту громадської безпеки на території міста Києва та Київської області. Зокрема, 28 та 29 грудня 2015 року, особовий склад полку «Київ» разом з іншими підрозділами МВС долучився до забезпечення охорони громадського порядку у центрі столиці.
У ніч з 23-24 березня 2016 року рота спецпризначення полку особливого призначення «Київ» вступила у перший бій з бойовиками в Авдіївці..
14 квітня 2016 року, у зону проведення АТО, на чергову ротацію відбули столичні поліцейські, які зокрема, надалі допомагали армійцям утримувати стратегічно важливі об'єкти в м. Авдіївці.
22 червня 2016 року, батальйон «Свята Марія», як частина полку, припинив своє існування, а бійці були переведені до інших підрозділів.
9 липня 2016 року, в ході чергового бойового виїзду в смт Станицю Луганську, бійцями полку був виявлений черговий наркопритон, де було виявлено та знищено: 520 кущів опіумного маку та 124 кущі коноплі.
11 липня 2016 року, полк «Київ» взяв участь в урочистому відкритті першого в місті Києві пам'ятника солдату-добровольцю російсько-української війни (м. Київ, проспект Маяковського, 2).
Влітку 2016 року поліцейські полку постійно проводили активну контрдиверсійну роботу, працюючи із місцевим населенням в Авдіївці.
31 січня 2017 року, куратор підрозділу, народний депутат України Євген Дейдей повідомив, що поліцейські несуть службу по захисту публічного порядку і безпеки жителів міста, яке вже третю добу перебуває під масованими обстрілами бойовиків. За його словами, у місті знаходилися 50 бійців полку поліції особливого призначення «Київ», які патрулювали територію Авдіївки, захищаючи безпеку місцевих мешканців, а їх майно — від появи мародерів. Також правоохоронці взяли активну участь у ліквідації наслідків від обстрілів терористів. Євген Дейдей зазначив, що упродовж двох діб поліцейські допомагали жителям обстрілюваної Авдіївки дістатися бомбосховищ, а за необхідності — проводили рятувальні заходи. Крім того, ППОП «Київ» ініціював збір необхідних речей для жителів Авдіївки. Пункт збору допомоги був розміщений у черговій частині полку «Київ» на вулиці Будівельників, 6 у м. Києві.
У лютому-березні 2022 року підрозділи полку беруть участь у боях проти російських загарбників, при обороні Києва та його околиць. 25 лютого 2022 року, відбиваючи танкову атаку, обороняючи Ірпінь, загинула військовослужбовиця 4-ї роти «Січ» Ірина Цвіла.
Після перемоги в битві за столицю полк був задіяний у боях на сході України, зокрема — під Авдіївкою.
16 вересня 2022 року на звільнену від рашистської армії територію Харківської області вирушила колона поліцейських фахівців. Йдеться про зведений загін  патрульної поліції, батальйон «Луганськ-1» імені Героя України Сергія Губанова, зведений батальйон НПУ «Захід», зведений полк поліції «Сафарі», підрозділи спецпризначенців «Миротворець», «Київ», «Дніпро-1», «Львів» і «Суми». Вони у взаємодії зі ЗСУ, ССО, НГУ, ГУР та Альфа СБУ проводили штурмові дії і звільняли селище Вербівка та місто Балаклія.
1 січня 2024 року реороанізовано в батальйон «Київ» (оперативного реагування та забезпечення масових заходів) полку поліції особливого призначення № 2 Головного управління Національної поліції у м. Києві.[відсутнє в джерелі]

## Завдання
Основні завдання та функції на сьогодні:
- участь в антитерористичних операціях, що проводяться відповідно до Закону України «Про боротьбу з тероризмом», — вживають заходи самостійно або, відповідно до визначених функцій, разом з іншими структурними підрозділами ГУНП у м. Києві та територіальними (відокремленими) підрозділами Національної поліції України, Національною гвардією України, у процесі своєї діяльності взаємодіють з органами правопорядку та іншими органами державної влади, органами місцевого самоврядування, відповідно до Закону та інших нормативно-правових актів;
- вживають заходів для забезпечення публічної безпеки і порядку на вулицях, площах, у парках, скверах, на стадіонах, вокзалах, в аеропортах, морських та річкових портах, інших публічних місцях та під час проведення масових заходів;
- забезпечують безпеку взятих під захист осіб, членів їх сімей, охорону адміністративних, державних будівель та інших об'єктів на підставах та в порядку, визначених законодавством України;
- уживають заходів, спрямованих на усунення загроз життю та здоров'ю фізичних осіб і публічній безпеці, що виникли внаслідок учинення адміністративного, кримінального правопорушення;
- доставляють у випадках і порядку, визначених законодавством, затриманих осіб, підозрюваних у вчиненні кримінального правопорушення, та осіб, які вчинили адміністративне правопорушення;
- забезпечують публічну безпеку і порядок у місцях тимчасового перебування посадових осіб, щодо яких здійснюється державна охорона, та на прилеглій до них території;
- у межах повноважень, передбачених законодавством України, організовують та здійснюють заходи щодо рятування людей, забезпечення їх безпеки, охорони майна в разі стихійного лиха, аварій, пожеж, катастроф та ліквідації їх наслідків;
- беруть участь у забезпеченні відповідно до законодавства правового режиму воєнного або надзвичайного стану, зони надзвичайної екологічної ситуації у разі їх оголошення на всій території України або в окремій місцевості;
- здійснюють інші повноваження відповідно до законодавства.

## Структура
Полк особливого призначення «Київ» об'єднав добровольчі підрозділи:
- 1-й батальйон «Київ-1»
- 2-й батальйон «Київ-2»
- 3-й батальйон «Золоті ворота»
- 4-а рота «Січ»

## Командування
Першим командиром полку було призначено підполковника поліції Войцеховського Богдана Олександровича.
З 2016 року посаду командира полку обіймає майор поліції Сатаренко Віталій Володимирович.

## Світлини

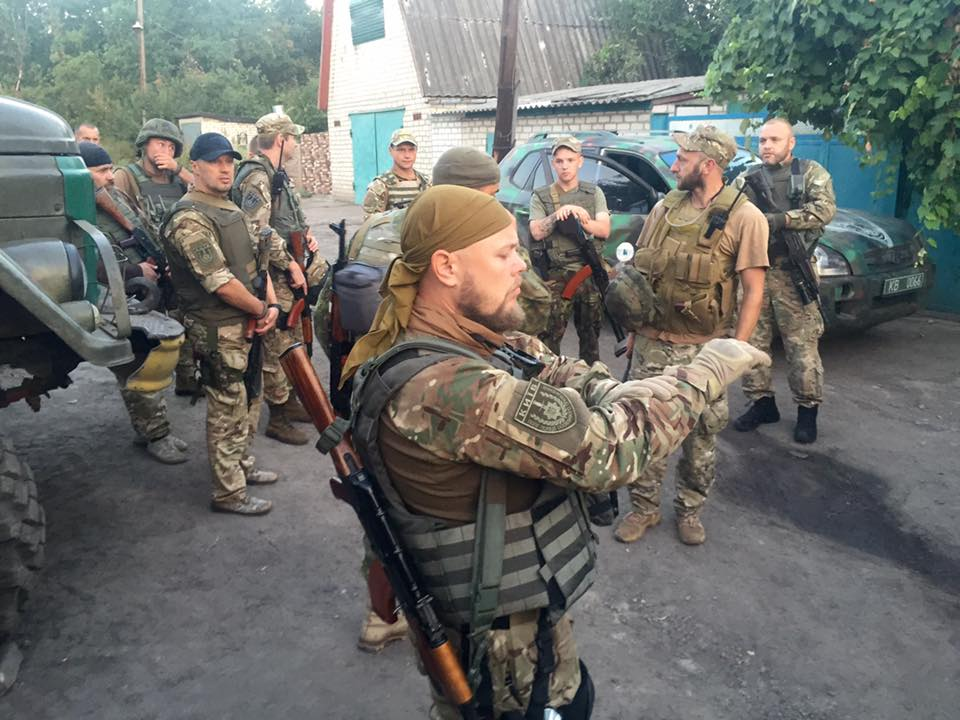
Вояк полку поліції «Київ» в Авдіївці (серпень 2016 року)
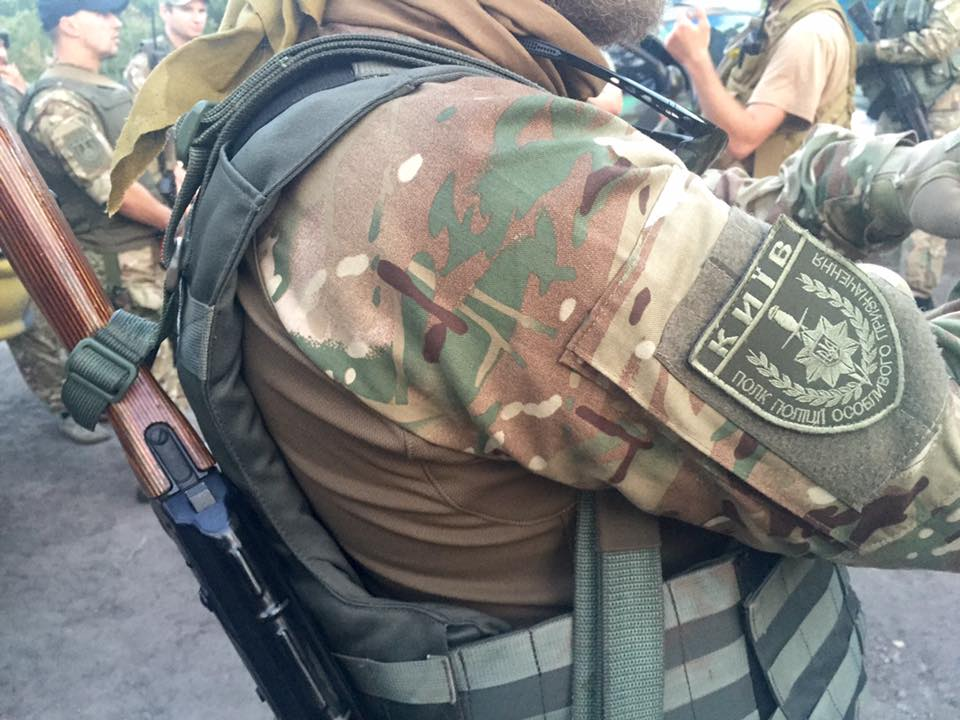
Нашивка вояка полку поліції «Київ»

## Втрати
- Войтов Микола Сергійович з позивним «Ребе», лейтенант поліції, помер 3 січня 2017 року[9].
- Кушнір Руслан Валерійович, 25 жовтня 2017 в результаті терористичного акту[10].
- 26 лютого 2022; старший лейтенант Філоненко Віталій Володимирович
- Бережник Іван Миколайович, старший сержант, загинув у бою з російськими загарбниками 25 червня 2022 під Авдіївкою[11].
- Лемак Олександр Олександрович, сержант, агинув у бою з російськими загарбниками 21 жовтня 2022 в Донецькій області[12].
- Грама Руслан, старший сержант, загинув у бою з російськими загарбниками 18 березня 2023 в Донецькій області під Бахмутом[13].